# V382 Carinae
V382 Carinae, auch bekannt als x Carinae, ist ein Überriese der Spektralklasse G im Sternbild Kiel des Schiffs. Er ist einer der größten bekannten Sterne.

## Name
Der erste Namensteil „V382“ folgt den Regeln zur Benennung veränderlicher Sterne und besagt, dass V382 Carinae der 382. Stern im Sternbild Kiel des Schiffs ist, an dem eine Veränderlichkeit festgestellt werden konnte. Der zweite Namensteil „Carinae“ entspricht dem Genitiv des lateinischen Namens des Sternbilds Schiffskiel (lateinisch 'Carina').

## Position
V382 Carinae ist Teil des Schiffkiels (lat. Carina), einem sich in der Ebene der Milchstraße befindenden Sternbild, das von der südlichen Halbkugel aus nahezu ganzjährig beobachtet werden kann. Von Europa aus erscheint der Stern nie am Nachthimmel.
Die Entfernung von V382 Carinae beträgt circa 6000 Lichtjahre, es ist daher sehr naheliegend, dass ein Großteil seines Lichts von ihn umgebenden, oder sich zwischen ihm und der Sonne befindenden Staubwolken abgeschwächt wird und der Stern demnach viel dunkler am Himmel erscheint, als er eigentlich sein müsste. Bisher konnte nicht eindeutig festgestellt werden, ob V382 Carinae Teil eines Sternhaufens ist. Das Zentrum des Carinanebels (NGC 3372), die Region um die leuchtstarken Doppelsternsysteme Eta Carinae und HD 93129 ist von V382 Carinae aus über 2000 Lichtjahre entfernt. Lediglich ein alle 0,253 Sekunden rotierender Pulsar in einer Entfernung von etwa 20 Lichtjahren konnte bisher festgestellt werden. Das könnte auch darauf hindeuten, dass V382 Carinae einer der letzten noch aktiven Sterne eines früheren Sternhaufens ist.

## Physikalische Eigenschaften
Die physikalischen Werte von V382 Carinae sind, wie häufig bei schweren Sternen dieser Klasse, sehr unsicher und können daher nicht eindeutig festgelegt werden.
V382 Carinae ist ein Riesenstern und wird aufgrund seiner Leuchtkraft im Hertzsprung-Russell-Diagramm in die Leuchtkraftklasse Ia-0 eingeteilt, seine Eigenschaften liegen über dem Niveau eines typischen Überriesen seiner Spektralklasse, allerdings ist V382 Carinae nicht so leuchtstark wie Rho Cassiopeiae oder V509 Cassiopeiae, Hyperriesen selbiger Oberflächentemperatur.
Die Masse von V382 Carinae wird auf das 50fache der Sonne geschätzt, sein Durchmesser beträgt vermutlich etwa eine Milliarde Kilometer. Stünde V382 Carinae im Zentrum unseres Sonnensystems, würde er bis an die Jupiterbahn heranreichen.
V382 Carinae zählt zu den klassischen Cepheiden, einer Unterklasse der Pulsationsveränderlichen, benannt nach dem Stern Delta Cephei, dem Prototyp dieser Klasse. Die Oberflächentemperatur solcher Sterne verändert sich streng periodisch, folglich variiert auch ihre Spektralklasse, im Falle von V382 Carinae, von G0 bis G4. Für diese Art von veränderlichen Sternen ist er ungewöhnlich schwer. Beispielsweise zählt der vergleichbare V509 Cassiopeiae zu den halbregelmäßig veränderlichen Sternen. Demnach steht V382 Carinae noch nicht am Ende seines Lebens und könnte sich im Laufe der Zeit weiter aufblähen und seine Leuchtkraft steigern.